# Jeu de gagne-terrain
 (août 2017).
Si vous disposez d'ouvrages ou d'articles de référence ou si vous connaissez des sites web de qualité traitant du thème abordé ici, merci de compléter l'article en donnant les références utiles à sa vérifiabilité et en les liant à la section « Notes et références ».
Sous le vocable de gagne-terrain, on trouve des activités sportives de deux types :
1) des sports collectifs reconnus qui sont affiliés à des fédérations. Ce sont des sports de compétition.
2) des activités d'EPS (Éducation Physique et Sportive) pour développer le sens collectif et l'habilité des enfants.

## Les jeux de gagne-terrain (sports collectifs de compétition)
Les jeux de gagne-terrain sont des sports collectifs qui se jouent avec une petite balle ou un ballon. Ils se jouent souvent en extérieur sur un ballodrome mais peuvent aussi se pratiquer en salle.
Parmi ces jeux, le plus connu en France est la longue paume car il se joue avec une raquette. En Belgique, la balle pelote est la plus pratiquée. Les règles changent un peu suivant le sport concerné mais les principes de base restent les mêmes d'un jeu à l'autre. 
Les jeux de gagne-terrain se caractérisent en particulier par l'utilisation des « chasses » qui indiquent la limite entre les deux équipes.
Les points se comptent par « quinze » : 15, 30, 40 et jeu, comme au tennis aujourd'hui.

### Les différents jeux
Le jeu de paume qui comporte deux disciplines:
- la courte paume
- la longue paume

Des sports pratiqués dans les Hauts-de-France et en Belgique :
- le ballon au poing
- la balle pelote
- la balle au tamis
- la balle à la main

mais aussi en Espagne : 
- le Llargues (modalité de la pelote valencienne)
- le rebot
- le laxoa

ou en Languedoc
- le « jeu de balle au brassard » qui est devenu ensuite la balle au tambourin et qui était un jeu de gagne-terrain avant le changement de règlement en 1955.

et dans le monde :
- le « jeu international » (voir v:en:Games of gain-ground/International game)

## Le Gagne-terrain (activité d' EPS)
Ce sont des activités pratiquées dans les Modules d’apprentissage en EPS pour des enfants d'environ 3 à 12 ans. Ces jeux se font aussi dans les colonies de vacances ou les centres aérés.
Les activités de performance peuvent être abordées en particulier par des lancers. Pour les activités de lancer, après une exploration des gestes adaptés à chaque engin, les jeux de gagne-terrain apportent la motivation nécessaire aux répétitions d'actions. Ces jeux apprennent aux élèves à coopérer et à s'opposer individuellement ou collectivement.
- exemples de modules d’apprentissage:

Lancer fort, lancer loin
Lancer avec précision

### Le matériel
- On peut pratiquer le Gagne-terrain avec des engins comme: un ballon, une balle, un anneau, un sac de graine, un sac de sable... Dans cette activité, on préfère souvent utiliser des objets qui ne rebondissent pas trop.

### Les différentes règles
- On peut faire jouer les élèves en binôme, 1 contre 1, face à face, L’élève A lance un sac de sable (ou un autre objet) sans élan de l’endroit où il se trouve. Le joueur B se saisit du sac et le relance de l’endroit où celui-ci est tombé. Il faut faire reculer l’adversaire jusqu’à la ligne de fond en lançant le sac le plus loin possible. Le joueur gagnant est celui qui lance le sac derrière la ligne de fond (gagne-terrain)[2].
- Toujours en binôme, les 2 adversaires sont côte à côte et disposent chacun d’un objet à lancer. Ils lancent dans une même direction l'objet depuis l’endroit où l’engin est retombé. Le gagnant est celui qui atteint le premier la ligne de fond.
- Deux équipes de 6 à 8 joueurs s'affrontent avec un ballon. En lançant loin le ballon, on repousse l'équipe adverse (gagne-terrain). Le joueur adverse va relancer le ballon depuis l'endroit où il l'a rattrapé  de volée ou depuis l'endroit où il l'a ramassé si le ballon roulait. L'équipe gagnante est celle qui lance le ballon derrière la ligne de fond[3].